# Szécsénke
Szécsénke là một thị trấn thuộc hạt Nógrád, Hungary. Thị trấn này có diện tích 9,78 km², dân số năm 2010 là 226 người, mật độ 23 người/km².